# Cmentarz wojenny nr 120 – Łużna-Podbrzezie
Cmentarz wojenny nr 120 – Łużna-Podbrzezie – zabytkowy cmentarz z I wojny światowej zlokalizowany w Łużnej, w przysiółku Podbrzezie. Należał on do okręgu IV – Łużna Oddziału Grobów Wojennych C. i K. Komendantury Wojskowej w Krakowie.

## Pochowani
Na cmentarzu pochowano w 27 mogił zbiorowych i 115 grobach pojedynczych 416 (lub 417) żołnierzy z 9, 10, 11, 16, 18 i 20 Pułku Piechoty Honwedów armii austro-węgierskiej. Byli to Węgrzy polegli głównie w kwietniu i maju 1915 w czasie bitwy pod Gorlicami.

## Opis
Cmentarz znajduje się na skraju lasu w pobliżu drogi Łużna – Staszkówka. Obiekt na planie prostokąta zaprojektował kierownik artystyczny okręgu IV Jan Szczepkowski. Od przodu ogrodzony jest drewnianym płotem sztachetowym z kamienną, zwieńczoną krzyżem bramą pośrodku. Wejście zamknięte jest dwuskrzydłowymi drewnianymi wrotami. Z pozostałych stron cmentarz otoczony jest (patrząc od wejścia):
- z lewej płotem drewnianym
- z prawej oraz tylnej części kamiennym murem.

Pośrodku cmentarza znajduje się obłożony piaskowcem pomnik w kształcie sarkofagu zwieńczony kamiennym krzyżem. Na przedniej ścianie umieszczona jest tablica z epitafium następującej treści:
„Tragt uns des Frühling quellende Blütten vorbei

Und des Sommers goldene Garben

Und die Lese des Weins im rotten Herbst

Daß wir Getreuen,

Am Segen, für desn wir starben,

Uns miterfreun.”
Można to przetłumaczyć następująco:
"Przechodźcie obok nas z bujnymi kwiatami wiosny

I z lata złotymi snopami

I z winnymi Gronami czerwonej jesieni

Byliśmy my wierni ziemi, za którą umarliśmy

Błogosławieństwami jej,

Wspólnie z wami cieszyć się mogli."
Cmentarz po remoncie, w dobrym stanie.

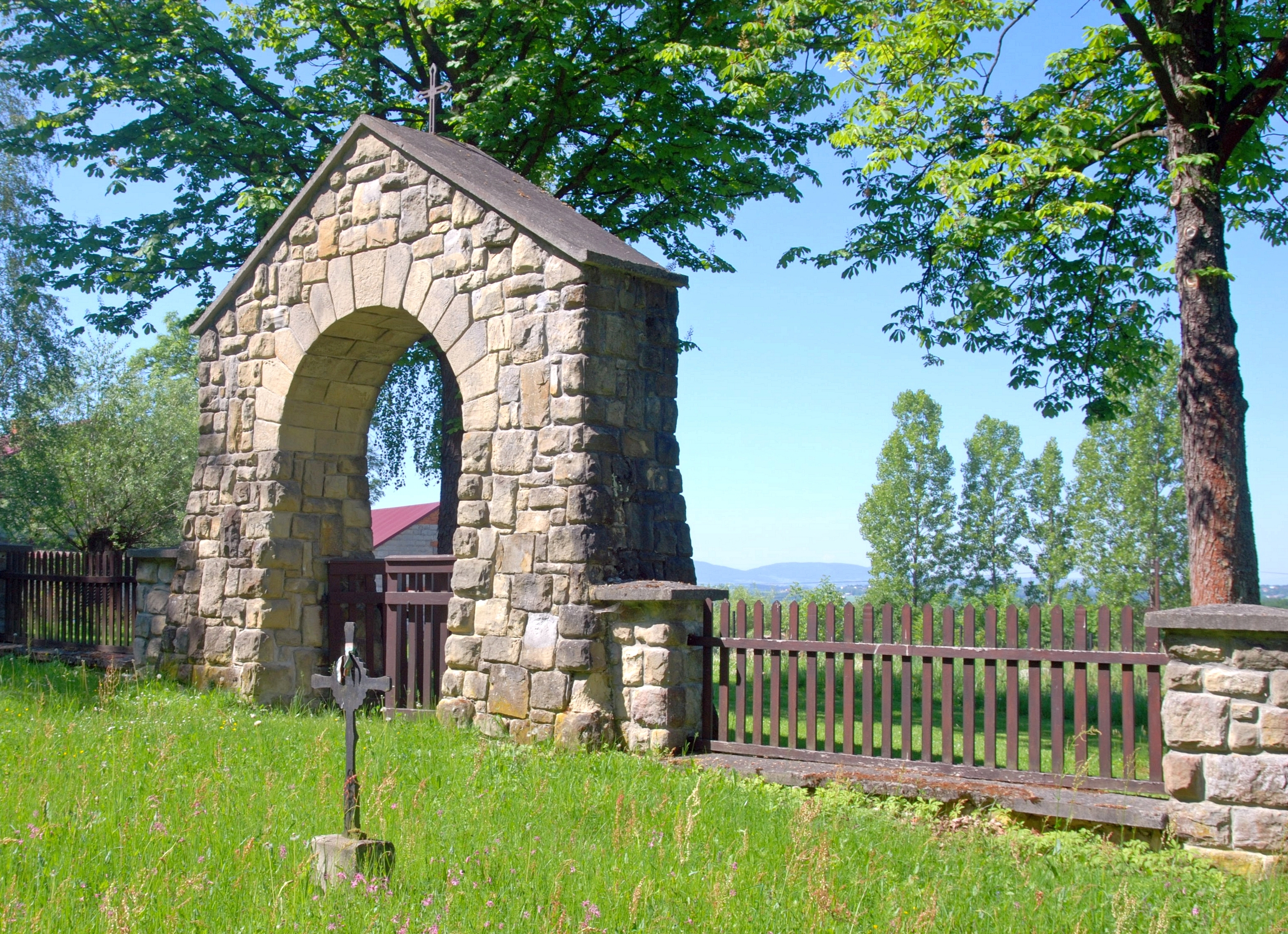
Brama wejściowa
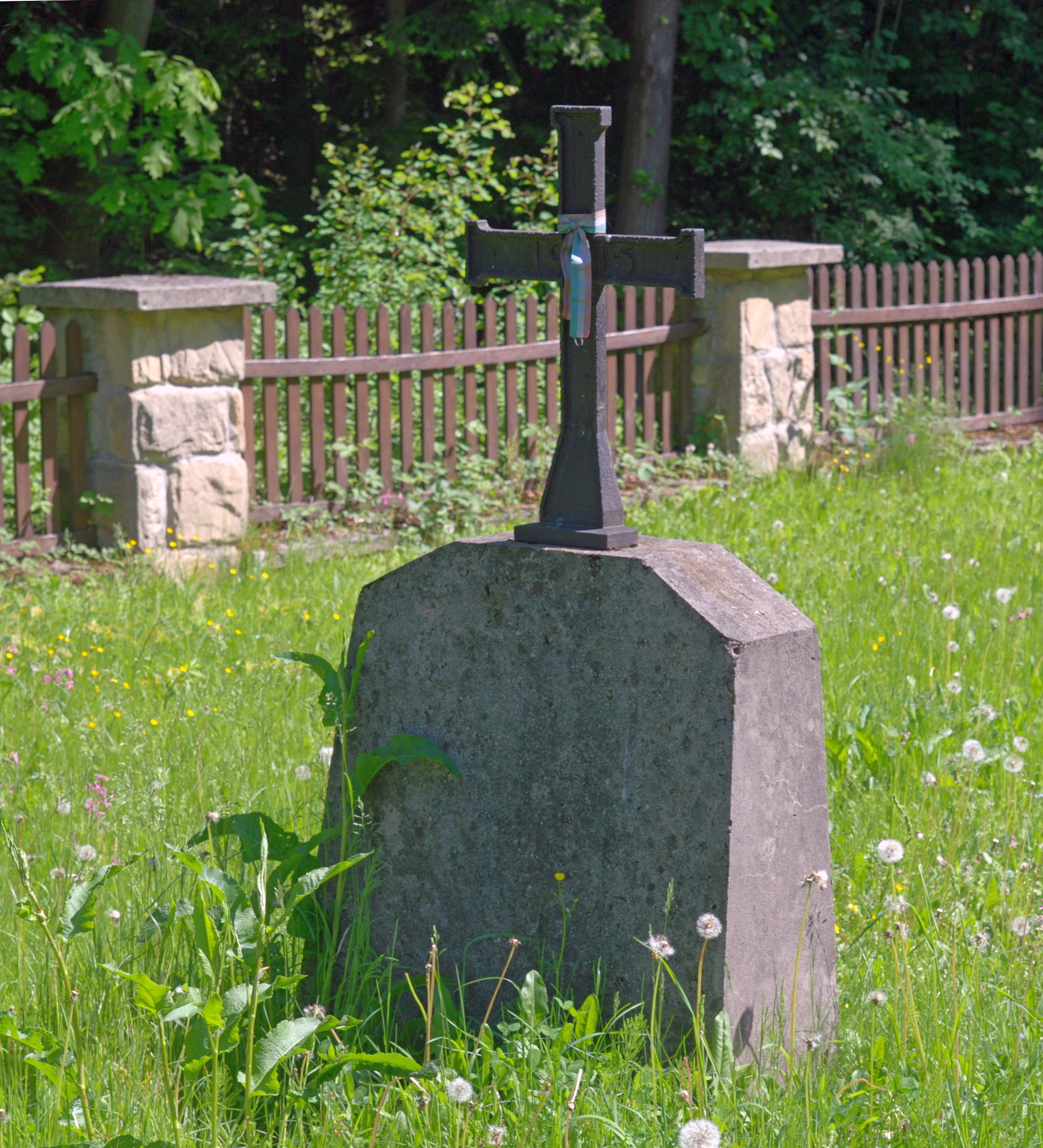
Krzyż na mogile zbiorowej
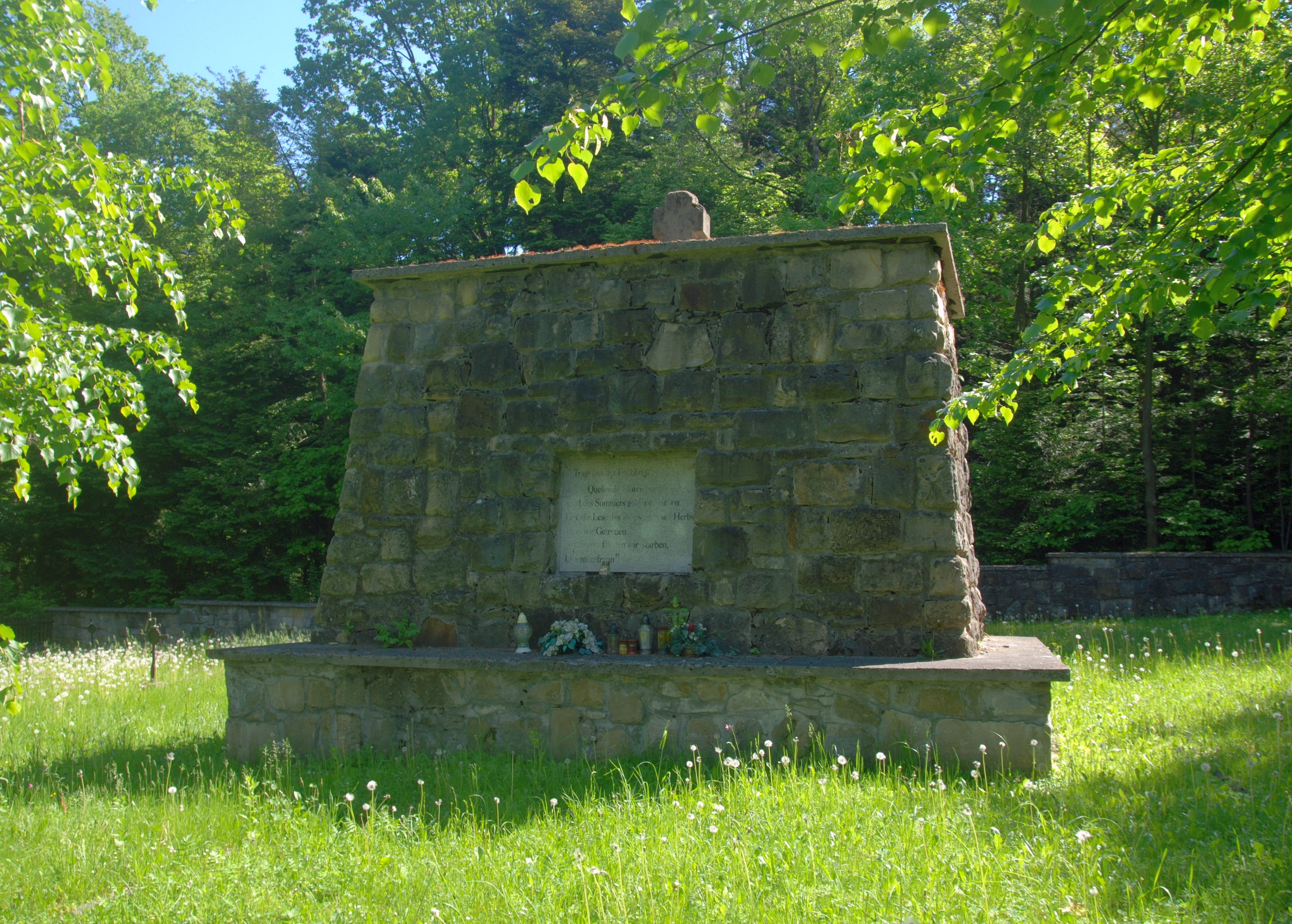
Pomnik główny